# Государственная академия изобразительных искусств (Штутгарт)
Штутгартская государственная академия изобразительных искусств (нем. Staatliche Akademie der Bildenden Künste Stuttgart; ABK), сокращённо: Штутгартская академия искусств (Kunstakademie Stuttgart) — одна из старейших и крупнейших художественных академий в Германии, в которой обучается около 900 студентов и преподаётся 22 курса в области архитектуры, дизайна, изобразительного искусства, методики художественного образования и искусствознания, искусства реставрации живописи и скульптуры.

## История
Академию искусств в Штутгарте основал герцог Карл Ойген фон Вюртемберг генеральным рескриптом от 25 июня 1761 года.
Вскоре после основания «Academia artium Stuttgardensis», временно находившаяся в Людвигсбурге вместе с герцогским двором, потеряла свое значение и была объединена с основанной в 1770 году Школой свободных искусств. После различных этапов развития в 1782 году «Высшая школа Карла» (Hohe Karlsschule) была возведена в статус университета. По мнению основателя, герцога Карла Ойгена, «лучшие умы страны» должны были учиться в строго регламентированной элитной школе, в которой проводились военные учения — студенты-художники носили мундиры и парики и должны были соблюдать распорядок дня с раннего утра до позднего вечера. Ввиду строго регламентированных условий в Академии искусств могли учиться и преподавать только мужчины.
После смерти герцога Карла Ойгена в 1793 году Высшая школа Карла была закрыта из соображений экономии. При этом герцогство Вюртембергское лишилось своего единственного художественного учебного заведения, интегрированного в своего рода общеобразовательную школу или университетскую сеть, в которой работали многие специалисты: кроме художников там были медики, юристы, филологи, естествоиспытатели и представители других академических профессий, которые влияли на интеллектуальную жизнь Вюртемберга вплоть до XIX века.
Роспуск Высшей школы Карла привёл к институциональному вакууму на три с половиной десятилетия. Поскольку Государственная академия изобразительных искусств не может рассматриваться как правопреемница Высшей Карловой школы, фактической датой её основания считают 1829 год. 27 марта 1829 года король Вюртемберга Вильгельм I дал разрешение на открытие художественной школы, которая изначально была связана с двумя другими учебными заведениями, о чём свидетельствует название «Королевская объединённая художественная, реальная и ремесленная школа» (Königliche Vereinigte Kunst-, Real- und Gewerbe-Schule). Однако из-за увеличения количества объединённых учебных заведений, а также из-за расширения плана обучения ремесленной школы, связь между художественной и ремесленной школой (из которой в конечном итоге должен был возникнуть современный Штутгартский университет) была разорвана в 1832 году. Новое здание отдельной художественной школы было открыто в 1843 году под названием Музей изобразительных искусств (Museum der bildenden Künste); в наше время это старое здание Государственной галереи Штутгарта на месте, которое тогда называлось Неккарштрассе. Строительство велось по проекту главного строительного директора Штутгарта Альберта фон Бока, который одновременно и расширил Музей изобразительных искусств, добавив два крыла.
В 1901 году учебное заведение получило название Королевской академии изобразительных искусств, а после окончания Первой мировой войны было переименовано в Вюртембергскую академию изобразительных искусств (Württembergische Akademie der bildenden Künste).